# Město na řece
Město na řece (mezinárodně distribuováno pod anglickým názvem The Sign Painter) je hraný lotyšsko-česko-litevský koprodukční film z roku 2020 společností Ego Media (Lotyšsko), 8Heads Productions (Česko) a Artbox (Litva).
Slavnostní česká premiéra za účasti režiséra proběhla 7. dubna 2022 v Kině Lucerna v rámci festivalu Dny Evropského filmu.

## Festivaly
- 24th Tallinn Black Nights International Film Festival, Estonsko, 13. - 29. listopad 2020 – hlavní soutěž
- 33. Festival Finále Plzeň, Česko, 25. - 30. září 2020
- Gershman Philadelphia Jewish FF, USA, 7. - 21. listopad 2020
- New York Jewish Film Festival, USA, 13. – 26. leden 2021
- Jewish International Film Festival (JIFF) 2021 Austrálie, 17.2.— 24.3. 2021
- 29. Dny evropského filmu, Česko 6.-13.4.2022 - sekce Hvězdy
- 62. Zlín Film Festival – mezinárodní filmový festival pro děti a mládež - 26.5. – 1.6.2022 - sekce Nový český film a TV

## Recenze
- Vojtěch Rynda, Česká televize - Artzóna
- Mirka Spáčilová, Mladá fronta DNES
- Tomáš Stejskal, Aktualne.cz

## Obsazení
| Davis Suharevskis | Ansis                    |
| Brigita Cmuntová  | Zisla                    |
| Agnese Cīrule     | Naiga                    |
| Gundars Āboliņš   | Bernstein - Ziselin otec |